# Giovanni Perich
Giovanni Perich (Bologna, 26 febbraio 1941 – Bologna, 29 marzo 2013) è stato un poeta e scrittore italiano.

## Biografia
Il padre Giorgio è di origini dalmate, mentre la madre Mafalda D'Alicandro è di origini toscane. I genitori si conoscono a Milano, dove il padre è emigrato da Zara, città con la quale mantenne un solido legame tutta la vita,
e dove la madre porta avanti una promettente carriera di attrice filodrammatica.
Condusse l'intero corso dei suoi studi  nella città natale, frequentando il Liceo Ginnasio Luigi Galvani, dove fu allievo di Gaetano Arcangeli, e laureandosi in Lettere Classiche. Soprattutto da quegli anni liceali nacque una profonda amicizia e una relazione artistica allievo-maestro durata fino alla scomparsa di Arcangeli (1970).
Pubblicò la sua prima raccolta di poesie nel 1969 per l'editore Rebellato di Padova, dal titolo L'era delle ombre.
Dal lavoro “a contatto con la vita”, unito a quello svolto quasi ossessivamente a casa ogni giorno, si devono le otto raccolte di poesie edite più le altre centinaia di poesie inedite, due raccolte di epigrammi, due romanzi e le altre prose inedite, oltre alle quattro biografie storiche, scritte assieme a Pier Damiano Ori (vedasi bibliografia).

## Opere

### Poesia
- L' era delle ombre, Rebellato, Padova, 1969
- La saggezza e la grazia, [S.l.: s.n], Lorenzini, Bologna, 1975
- Un inutile amore, Lorenzini, Bologna, 1976
- Gli incantevoli mattini, Guanda, Milano, 1979
- Poesie d'amore e quasi, Edizioni del Leone, Spinea, 1998
- Un inutile amore, Edizioni del Leone, Spinea, 1999
- L' acrobata nell'azzurro con una postfazione di Renato Besana, Nino Aragno Editore, Torino, 2004
- La passione interminabile, Edizioni Nomos, Busto Arsizio, 2012

### Epigrammi
- L' unghia lunga del mignolo, Edizioni del Leone, Spinea, 2001
- Tra feudogiornalisti e feudocantautori (e altri neo padroni dei cervelli). Epigrammi e altro, Giraldi, Bologna, 2010

### Biografie
- Talleyrand, scritto con Pier Damiano Ori, Milano, Rusconi, 1978; nuova ed. ivi 1996
- Matilde di Canossa, scritto con Pier Damiano Ori, Rusconi, Milano, 1980
- La carrozza di san Pietro, scritto con Pier Damiano Ori, Editoriale Nuova, Milano, 1983
- Maria Luigia di Parma: la duchessa incantadora, scritto con Pier Damiano Ori, Camunia, Brescia, 1984

### Romanzi
- La città sfiorita, Camunia, Milano, 1992
- Gli amari impatti di Malanato, Pendragon, Bologna, 2009

### Altri Scritti
- I passi notturni di Gaetano Arcangeli; introduzione e commento di Giovanni Perich (note di Silvia Treggia),Patron, Bologna, 1971